# چادر ستون بادی
چادر ستون بادی نوعی چادر است که در آن به جای میله و دیرک، ستون‌های بادشونده بکار می‌رود. این چادرها ازجنس P.V.C با پوشش پلی‌استر و کاملاً محکم، انعطاف‌پذیر و قابل شستشو و ضد نفوذ ساخته می‌شوند. در بیمارستان‌های صحرایی و در زمان بحران، این چادرها بر روی ستون‌هایی از هوای فشرده بر پا گشته و به‌وسیله طناب قیطانی بر روی زمین ثابت می‌مانند.
این چادرها دارای یک بسته‌بندی اولیه پلیمری و یک بسته‌بندی ثانویه آلومینیومی هستند که علاوه بر حفاظت محصول، حمل و نقل آن را آسان می‌کنند. همچنین به همراه این بسته‌بندی تجهیزات مورد نیاز از جمله پمپ باد مخصوص برپا کردن چادر و وسایل تعمیر و نگهداری ارائه می‌شود.
این چادرها در زمانی بسیار کوتاه کمتر از ۱۰ دقیقه توسط دو تا سه نفر به راحتی برپا می‌شوند و به منظور استفاده از بخش‌های بستری، اورژانس، پذیرش و استراحتگاه مناسب می‌باشند.